# Яцуба, Владимир Григорьевич
Владимир Григорьевич Яцуба (укр. Володимир Григорович Яцуба; род. 1 июля 1947, Днепропетровск) — украинский государственный и политический деятель; бывший министр регионального развития и строительства Украины, бывший постоянный представитель Президента Украины в Автономной республике Крым, бывший председатель Севастопольской городской государственной администрации.
Кандидат наук государственного управления (1999). Член Партии регионов (до февраля 2014).

## Биография
Владимир Яцуба родился 1 июля 1947 года в Днепропетровске. С 1965 и по 1970 год — студент Днепропетровского металлургического института. После получения диплома, Владимир Григорьевич служил в советской армии (1970—1972).
Октябрь 1972 — январь 1977 — мастер, старший мастер Днепропетровского металлургического завода имени Коминтерна, г. Днепропетровск.
Январь 1977 — октябрь 1980 — первый заместитель начальника цеха Днепропетровского металлургического завода имени Коминтерна, г. Днепропетровск.
Октябрь 1980 — август 1984 — заместитель секретаря, секретарь парткома Днепропетровского металлургического завода имени Коминтерна, г. Днепропетровск.
Август 1984 — июнь 1987 — первый секретарь Амур-Нижнеднепровского райкома Компартии Украины, г. Днепропетровск.
Июнь 1987 — май 1988 — инспектор ЦК Компартии Украины, г. Киев.
Май 1988 — декабрь 1988 — инструктор отдела организационно-партийной работы ЦК КПСС, г. Москва.
Декабрь 1988 — ноябрь 1990 — первый секретарь Днепропетровского горкома Компартии Украины, г. Днепропетровск.
Ноябрь 1990 — апрель 1991 — председатель Днепропетровского городского совета народных депутатов, г. Днепропетровск.
Апрель 1991 — январь 1993 — заместитель директора по реконструкции Днепропетровского завода имени Коминтерна, г. Днепропетровск.
Январь 1993 — август 1994 — начальник лаборатории Днепропетровского металлургического завода имени Коминтерна, г. Днепропетровск.
Май 1990 — май 1994 — Народный депутат Украины I созыва, г. Киев.
Август 1994 — сентябрь 1994 — заместитель руководителя Управления по вопросам территорий Администрации Президента Украины, г. Киев.
Сентябрь 1994 — март 1995 — руководитель Управления по вопросам территорий Администрации Президента Украины, г. Киев.
Март 1995 — декабрь 1998 — Первый заместитель Главы Администрации Президента Украины, г. Киев.
1996 год — координатор проекта по сооружению Мемориала советским воинам в поселке Новоселицы Новгородской области.
Декабрь 1998 — январь 2000 — Первый заместитель Министра Кабинета Министров Украины, г. Киев.
Январь 2000 — май 2001 — Первый заместитель Правительственного Секретаря Кабинета Министров Украины, г. Киев.
Май 2001 — июнь 2003 — Государственный Секретарь Кабинета Министров Украины.
Июнь 2003 — июль 2003 — Министр Кабинета министров Украины.
Июль 2003 — декабрь 2004 — председатель Днепропетровской областной государственной администрации.
Июль 2006 — ноябрь 2006 — вице-президент Национальной академии государственного управления при Президенте Украины, г. Киев.
Ноябрь 2006 — март 2007 — советник Премьер-министра Украины, г. Киев.
Март 2007 — декабрь 2007 — Министр регионального развития и строительства Украины, г. Киев.
Декабрь 2007 — март 2010 — Народный депутат Украины VІ созыва, г. Киев.
Март 2010 — декабрь 2010 — Министр регионального развития и строительства Украины.
Январь 2011 — июнь 2011 — постоянный представитель президента Украины в Автономной Республике Крым.
С 7 июня 2011 по 7 марта 2014 года — председатель Севастопольской городской государственной администрации. 
24 февраля 2014 года Яцуба подал в отставку, объяснив это тем, что «руководителей, которые его назначили, нет» и выполнять свои обязанности он больше не имеет права. Также он вышел из Партии регионов. Отставка 7 марта 2014 года была утверждена спикером Верховной рады Александром Турчиновым, объявленного парламентом "и. о. президента Украины".

## Награды, почётные звания
- Орден «За заслуги» ІІІ степени (1997)[15]
- Орден «За заслуги» ІІ степени (2000)
- Орден «За заслуги» І степени (2002)
- Орден князя Ярослава Мудрого V степени (2004)
- Орден князя Ярослава Мудрого IV степени (2011)
- Медаль «За освобождение Крыма и Севастополя» (16 марта 2014 года) — за личный вклад в дело по возвращению Крыма в Россию[16],
- Почётная грамота Кабинета Министров Украины (2000)
- Почётная грамота Кабинета Министров Украины (2002)
- Почётная грамота Кабинета Министров Украины (2003)
- Почётная грамота Верховной Рады Украины (2003)
- Почётная грамота Кабинета Министров Украины (2007)
- Почётная грамота Киевского городского председателя (2010)

## Семья
Женат. Имеет четверых детей.